# Jonas Earll junior
Jonas Earll junior (* 1786 in New York; † 28. Oktober 1846 in Syracuse, New York) war ein US-amerikanischer Politiker. Zwischen 1827 und 1831 vertrat er den Bundesstaat New York im US-Repräsentantenhaus. Der Kongressabgeordneter Nehemiah H. Earll war sein Cousin.

## Werdegang
Jonas Earll junior wurde ungefähr drei Jahre nach dem Ende des Unabhängigkeitskrieges geboren. Er lebte im Onondaga County und besuchte dort die Gemeinschaftsschulen. Zwischen 1815 und 1819 war er Sheriff im Onondaga County. Er saß 1820 und 1821 in der New York State Assembly und vom Januar 1823 bis zum Januar 1827 im Senat von New York. Politisch gehörte er der Jacksonian-Fraktion an.
Bei den Kongresswahlen des Jahres 1826 für den 20. Kongress wurde Earll im 23. Wahlbezirk von New York in das US-Repräsentantenhaus in Washington, D.C. gewählt, wo er am 4. März 1827 die Nachfolge von Luther Badger antrat. Er wurde einmal wiedergewählt und schied dann nach dem 3. März 1831 aus dem Kongress aus. Während seiner letzten Amtszeit hatte er den Vorsitz über das Committee on Expenditures im US-Außenministerium.
Zwischen Januar 1832 und Februar 1840 war er Kanalkommissar. Am 26. Juni 1840 wurde er Postmeister von Syracuse – ein Posten, den er bis zum 10. März 1842 innehatte. Man wählte ihn wieder zum Kanalkommissar. Er bekleidete den Posten vom 8. Februar 1842 bis zu seinem Tod am 28. Oktober 1846 in Syracuse. Sein Leichnam wurde dann auf dem Walnut Grove Cemetery in Onondaga Hill beigesetzt.